# Käru, Järvamaa
Käru (tyska: Kerro) är en småköping (estniska: alevik) i Türi kommun i landskapet Järvamaa i mellersta Estland. Orten ligger vid ån Käru jõgi, omkring 70 kilometer söder om huvudstaden Tallinn och genomkorsas av såväl Riksväg 15 som järnvägen mellan Tallinn och Viljandi.
Orten utgjorde centralort i den tidigare kommunen Käru kommun som tillhörde landskapet Raplamaa.
I kyrkligt hänseende hör orten till Käru församling inom den Estniska evangelisk-lutherska kyrkan.

## Geografi
Käru ligger 59 meter över havet och terrängen runt är mycket platt. Det är mycket glesbefolkat i trakten, med 4 invånare per kvadratkilometer. Närmaste större samhälle är Türi, 16 km öster om Käru. I omgivningarna runt Käru växer i huvudsak blandskog.

## Galleri

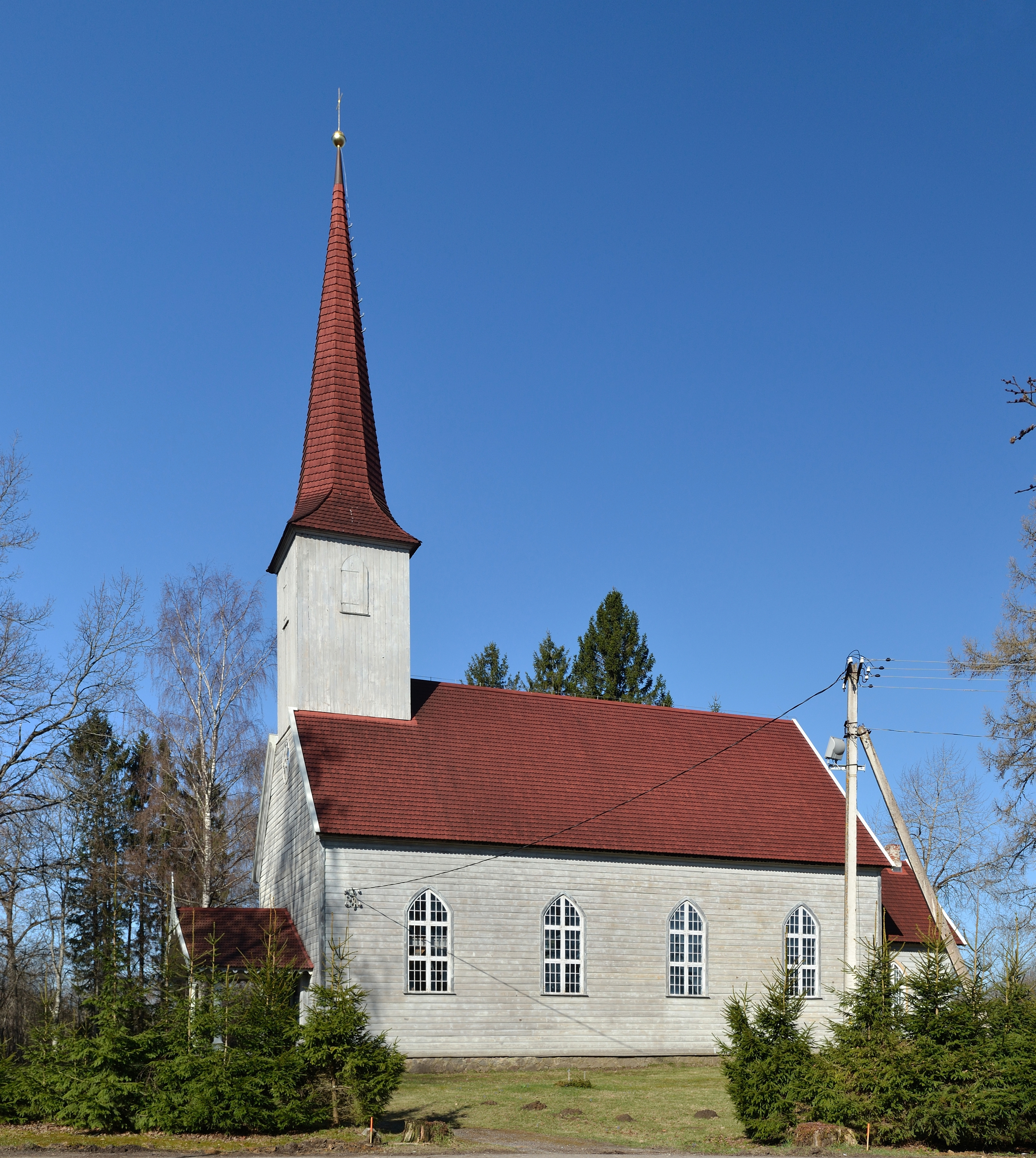
Käru kyrka.
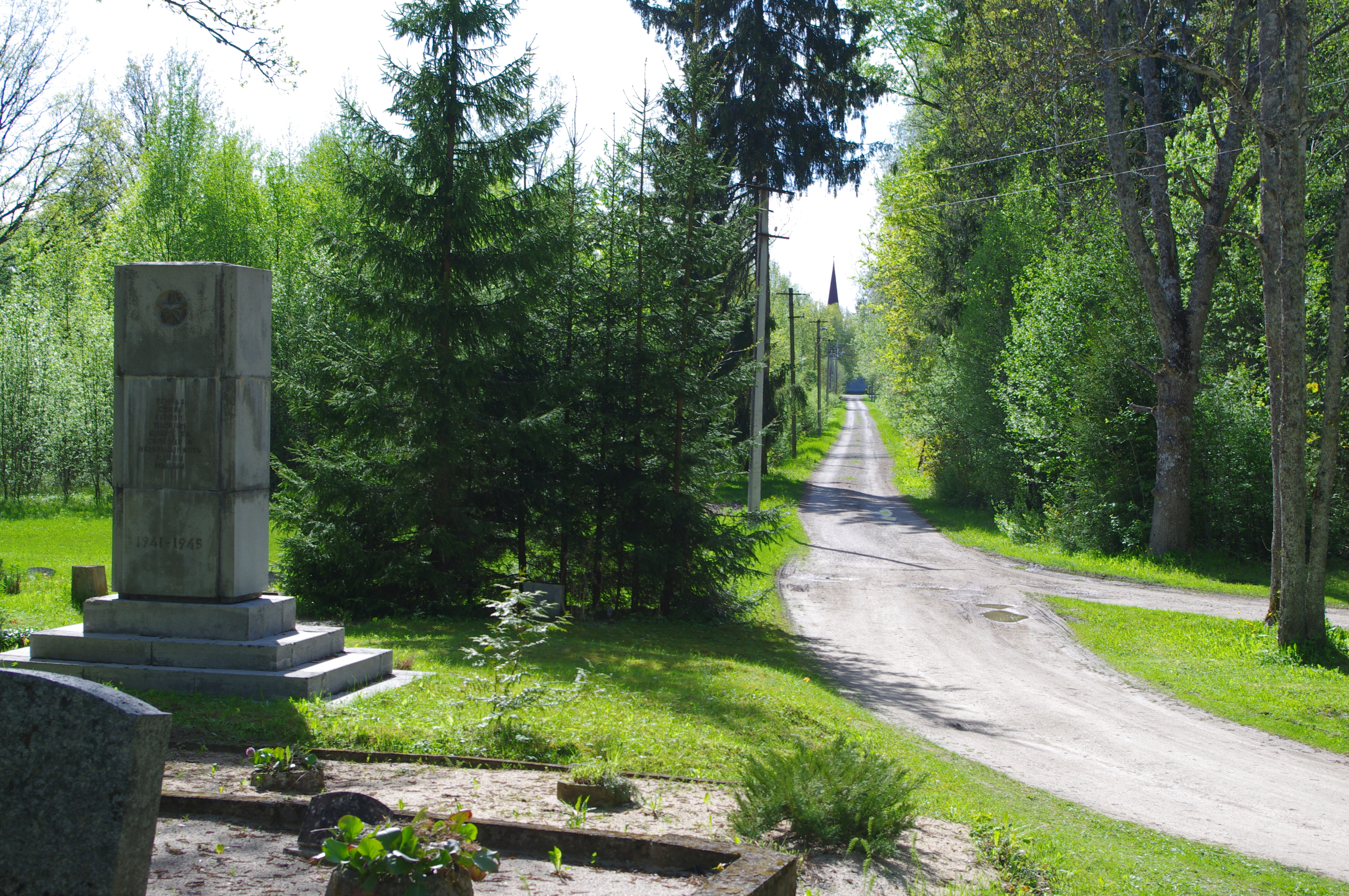
Käru kyrkogård.
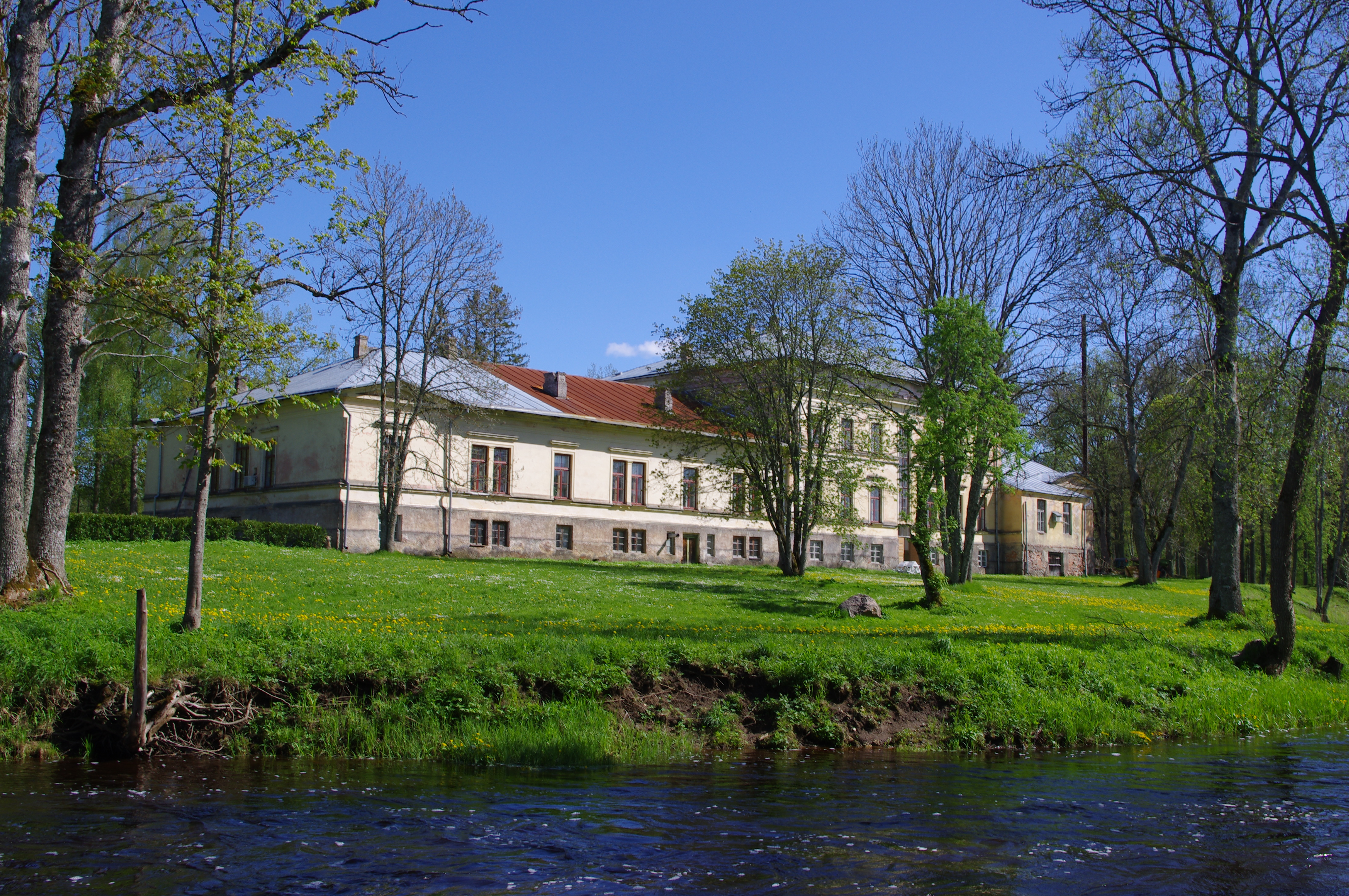
Käru herrgård.

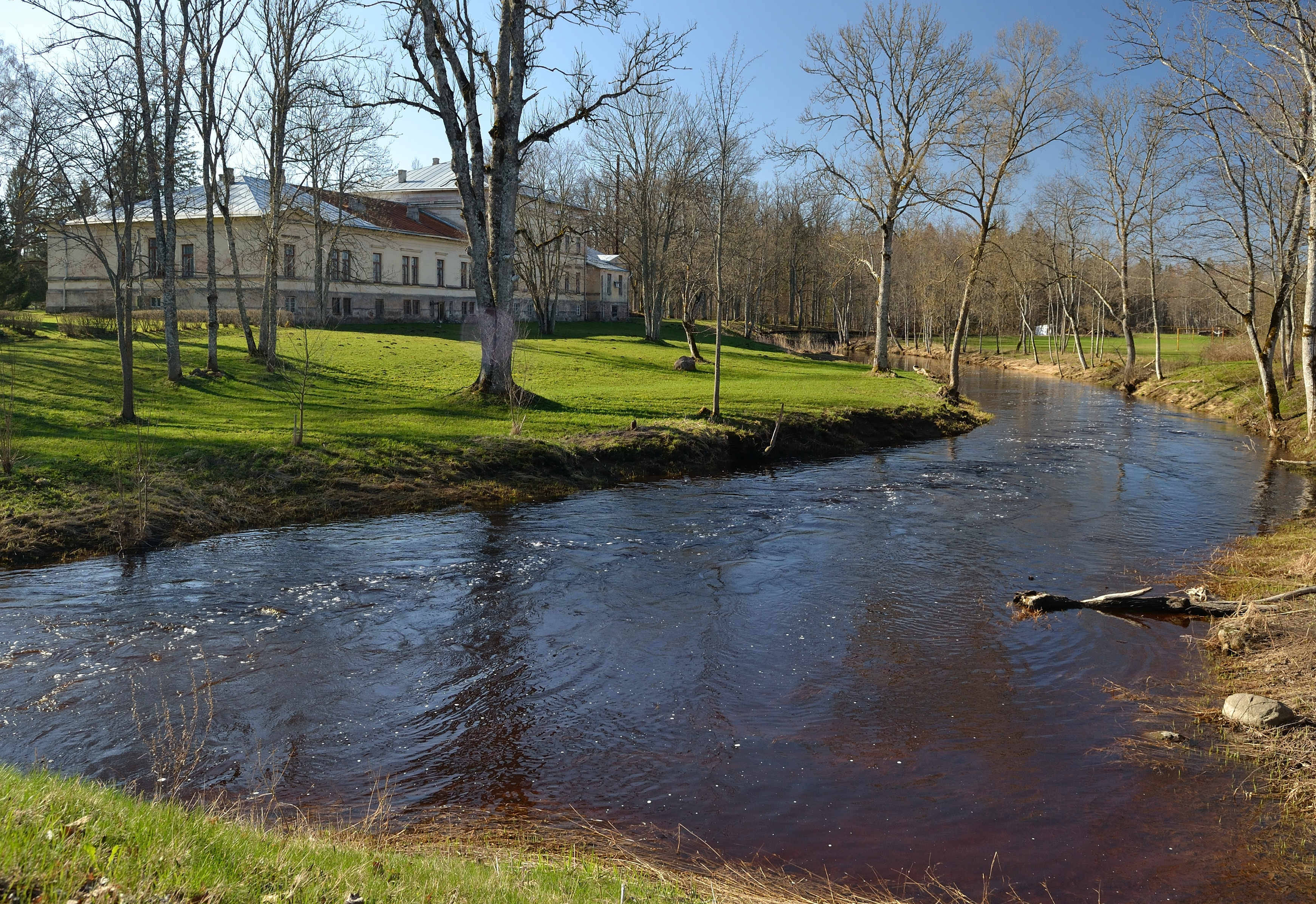
Ån Käru jõgi vid Käru herrgård.
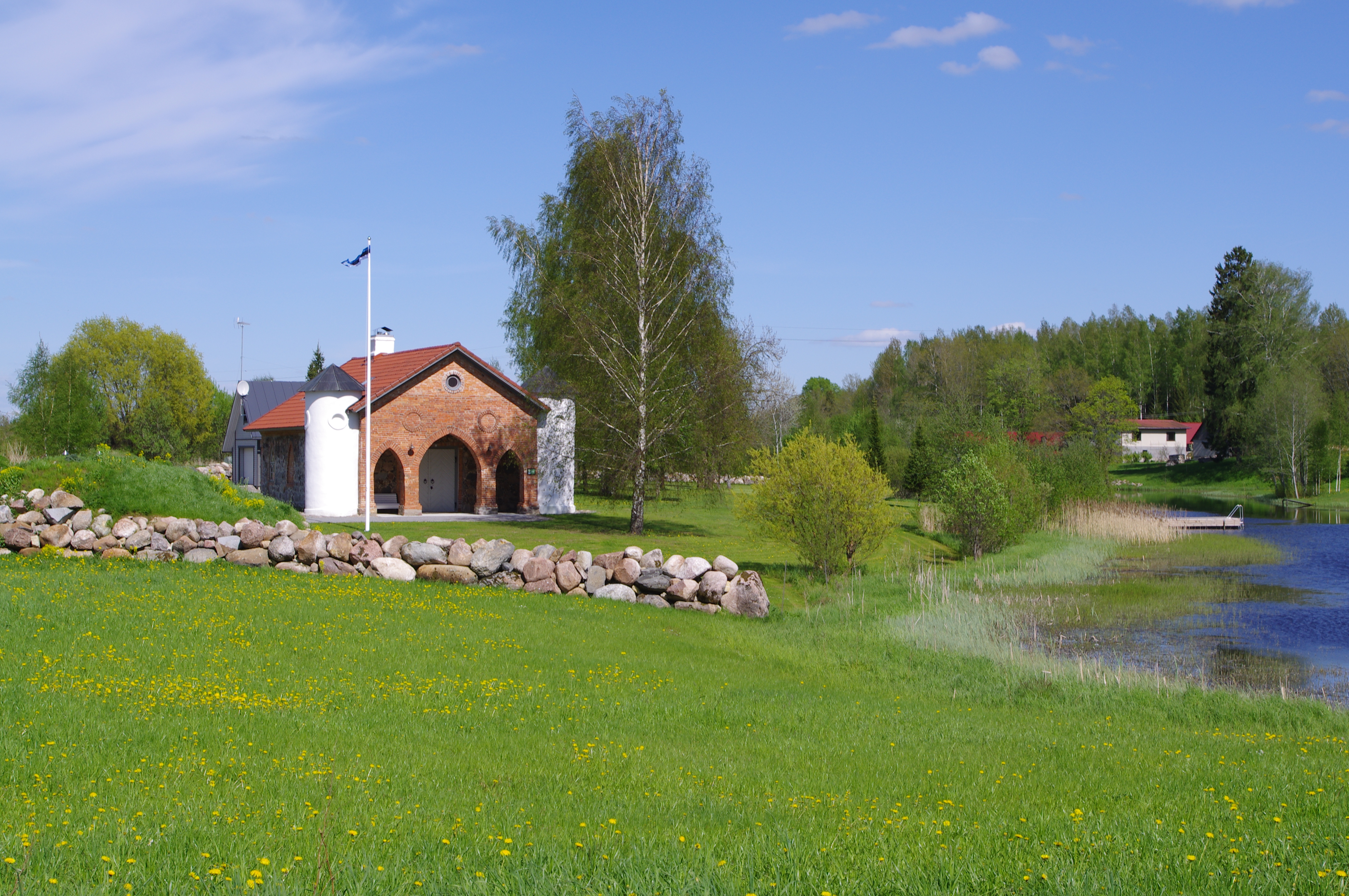
Käru herrgårds smedja vid Käru vattenmagasin (bäcken Ingliste oja).
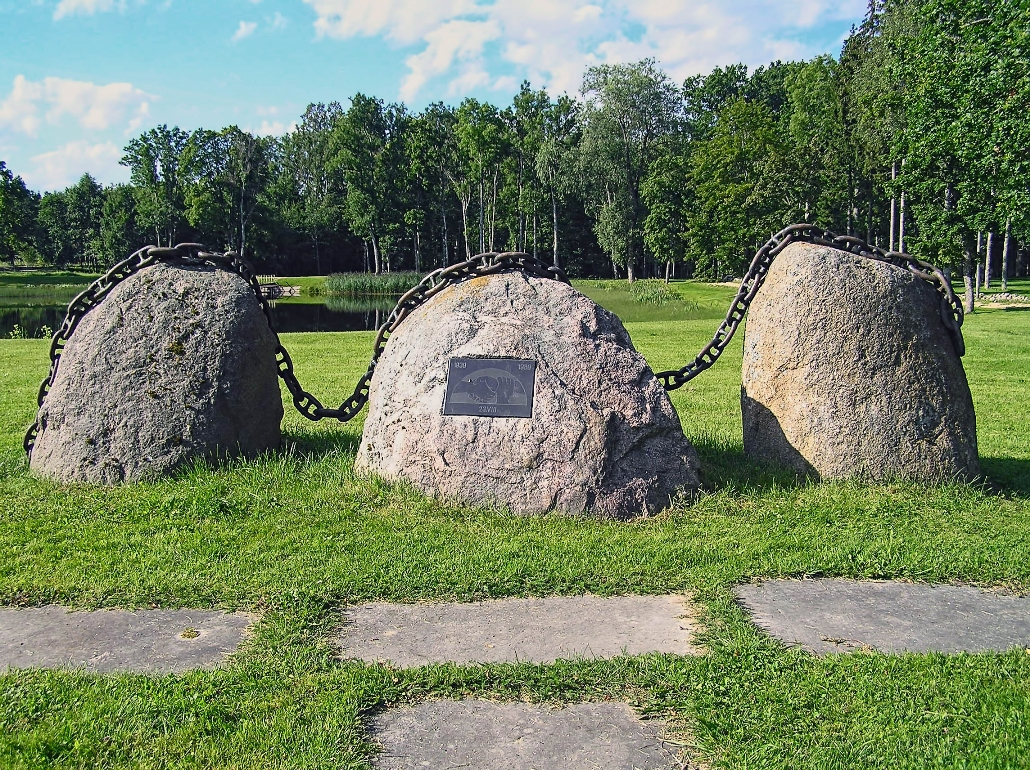
Minnesmärke för Baltiska kedjan.